# Стелт (технология)
Технологията „Стелт“ (от английски: stealth technology, от by stealth – „крадешком, мълчаливо“), позната също като „технология с ниска радарна видимост“ (low observable technology, LO technology), е набор от конструктивни решения и системи за активно и пасивно радарно противодействие, които се използват от самолети, кораби и ракети с цел да бъдат по-малко забележими (в идеалния случай – незабележими) от радари, инфрачервени сензори и други локационни средства.

## Техники за прилагане
Идеята за технологията не е нова и възможността да бъдат извършвани незабележими от врага действия винаги е била цел на военните. Значението ѝ нараства с усъвършенстването на технологиите за откриване и прехващане (радари, ПВО, ПРО и т.н.) Обикновено за да се постигне нужната „невидимост“ на даден апарат, технологията „стелт“ се внедрява още с първоначалното му проектиране, което определя и крайно необичайния му външен вид.
Основно се прилагат следните техники за намаляване на видимостта на обекта спрямо противниковите радарни или други системи за наблюдение.
- Формата на обекта
- Материали за покриване на повърхностите
- Намаляване на топлоизлъчването
- LPI-Радар (Low Probability of Intercept (LPI)) това е разработване на собствени радарни системи, които да дават възможност за засичане от системите за предупреждение на чужди радарни системи.

### Форма
Разработвани са няколко секретни компютърни програми, които да постигнат оптимален дизайн. Провеждани са и полеви тестове на прототипи за напречното радарно сечение. За да се предотвратят отражения на радарните вълни обратно към предавателя, повърхнините на обекта са наклонени спрямо радара и има налични остри ръбове, които не могат да отразяват достатъчна енергия за прихващане. Избягват се кръгли (заоблени) повърхнини, тъй като те отразяват във всяка посока поне по една линия енергия.

#### Принцип на действие
Първият в историята боен „невидим“ бомбардировач и щурмови самолет е Lockheed F-117. Радиолокационните станции не го засичат, поради това че в конструкцията му са вложени радиопоглъщащи материали и геометрията му под определени форми отразява основните радиолокационни сигнали над или под насочения лъч от радиолокатора, а отразените сигнали се концентрират само в няколко тънки сектора.

### Материали за покриване на повърхностите
Радиопоглъщащите материали обикновено са нанесени върху метала на основната конструкция на апарата. Те могат да са под формата на боя или тънки слоеве и дори части на основната конструкция. Съществуват различни свойства за всеки от материалите. Някои от тях разсейват енергията на радиовълните преди контакт с метала на самолета, докато други я разсейват след като се е отразила от металната повърхност под материала. Някои от покритията работят ефективно само за определени дължини на радиовълните и за да се запази ефективността, апаратът трябва да бъде инспектиран редовно за възникнали повърхностни дефекти. Цялостната подмяна често е много скъпа.
Друг полезен способ е апаратът да бъде изграден така, че в конструкцията му да се избягват геометрични сглобки на 90°. Реактивните двигатели също са изцяло под защитното покритие, което скрива или намалява топлинното излъчване. Тези похвати имат и недостатъци, тъй като се влияе силно върху аеродинамиката и управлението. Това е един от сериозните проблеми на първите стелт бомбардировачи. Активната стелт технология включва и радардефлектори. Модерните радарни системи продължават да се усъвършенстват, което прави прилагането на ефективна стелт технология сериозно бъдещо предизвикателство.

### Намаляване на топлоизлъчването
Обикновено бойните машини са задвижвани от двигатели с  голямо излъчване на топлина и лесно могат да бъдат открити от системи за инфрачервена светлина.

#### Охлаждане
Най-простият метод за намаляване на топлинното излъчване е охлаждането. При корабите в отпадните газове се шприцва студена морска вода за намаляване на температурата им. При самолетите и хеликоптерите се използва смесване на отпадните газове с пресен въздух преди те да напуснат дюзата на двигателите.

### Любопитни факти
В музея по въздухоплаване Куновице в Ухерске Храдище (окръг) в Чехия според уебсайта на музея е изложен невидим самолет ZX-1, изработен по технология стелт. Според вица, техник от музея е забравил да изключи превключвателя от невидим/видим в кабината и тъй като не може да се види превключвателя, самолетът остава невидим.